# When the Day Breaks
Pour plus de détails, voir Fiche technique et Distribution.
When the Day Breaks est un film canadien réalisé par Amanda Forbis et Wendy Tilby, sorti en 1999.

## Synopsis
Après avoir vu la mort accidentelle d'un étranger, un cochon tente de trouver du réconfort.

## Fiche technique
- Titre : When the Day Breaks
- Réalisation : Amanda Forbis et Wendy Tilby
- Scénario : Wendy Tilby
- Musique : Judith Gruber-Stitzer
- Montage : Amanda Forbis et Wendy Tilby
- Société de production : National Film Board of Canada
- Pays de production :  Canada
- Genre : Animation, comédie dramatique, fantastique et film musical
- Durée : 10 minutes
- Dates de sortie : 
  - États-Unis : 5 septembre 1999 (festival du film de Telluride)

## Distinctions
Le film a reçu la Palme d'or du court métrage lors du festival de Cannes 1999 et a été nommé à l'Oscar du meilleur court métrage d'animation.